# Noska
Noska (rusky Носка) je řeka v Ťumeňské oblasti v Rusku. Je dlouhá 374 km. Plocha povodí měří 8500 km².

## Průběh toku
Odtéká z jezera Noskinbaš a protéká Západosibiřskou rovinou. Ústí zleva do Irtyše. Největší přítok je zprava Lajma.

## Vodní režim
Zdrojem vody jsou převážně sněhové srážky. Průměrný průtok vody činí přibližně 17 m³/s. Zamrzá na konci října a rozmrzá na začátku května. Od dubna do června dosahuje nejvyšších stavů.

## Fauna
Na dolním toku se nachází trdliště jeseterů. V řece se vyskytuje také síh peleď a žije v ní vydra říční.